# 奎依巴格乡
奎依巴格乡，是中华人民共和国新疆维吾尔自治区喀什地区泽普县下辖的一个乡镇级行政单位。

## 行政区划
奎依巴格乡下辖以下地区：
亚斯墩村、罕兰干村、吉格代加依村、亚勒古孜巴格村、英艾日克村、奎依巴格村、萨依艾日克村、阿拉恰其巴格村、硝尔村、皮亚村、汗艾日克村、坎拜尔村和如苏勒艾日克村。